# Drosophila melanica
Drosophila melanica är en tvåvingeart som beskrevs av Alfred Sturtevant 1916. Drosophila melanica ingår i släktet Drosophila och familjen daggflugor.
Artens utbredningsområde täcker stora delar av USA och Mexiko.